# Barichneumon arakawai
Barichneumon arakawai là một loài tò vò trong họ Ichneumonidae.